# Pseudovertagus peroni
Pseudovertagus peroni is een slakkensoort uit de familie van de Cerithiidae. De wetenschappelijke naam van de soort is voor het eerst geldig gepubliceerd in 1975 door Wilson.